# 佐竹基親
佐竹 基親（さたけ もとちか、永正4年（1507年） - 元亀元年1月23日（1570年2月27日））は、戦国時代の室町幕府奉公衆。後に宗家筋の常陸佐竹氏に仕えた。佐竹光家（舜方）の子、澄常の弟、馬場政直の父。通称は新介。長山基親とも呼ばれる。

## 生涯
佐竹秀義の子北酒出季義を祖とする美濃佐竹氏の出身である。同氏は承久の乱の戦功で美濃国に所領を与えられて常陸国から移住したとされている。基親の家は同氏の庶流長山氏の当主と見られ、義尚が足利義満の弓の師範を務めて以降、室町幕府の奉公衆として代々弓術をもって仕えたとされている。
基親の一族は美濃国の他、丹波国や和泉国にも所領を持っていたが、所領の押領に悩まされ、基親は天文6年（1537年）に宗家である常陸の佐竹義篤を頼って下向した。この際、将軍足利義晴から長く没交渉になっていた幕府と佐竹氏の関係改善を託され、基親宛の義晴の書状と大舘常興の副状が残されている（「正宗寺本佐竹文書」所収「亀岡新介殿文書写置」）。また、この時に美濃佐竹氏の系図を義篤に呈示したとされている。その後、義篤からの贈物を持って京都に戻ったとみられ、翌年11月と天文12年（1543年）に常陸への再下向が確認され、その間の天文9年（1540年）には佐竹義篤が従四位下右馬権頭に任じられるなど、基親が幕府と佐竹氏の取次の役目を果たしたと言える。その後、永禄年間には常陸国に定住し、そのまま常陸佐竹氏の家臣になり、子の政直は馬場氏と称している。政直は家臣の車斯忠とともに江戸幕府への反抗を目論んで処刑され、その子孫は母方で同族の大山氏に育てられた後に、再興された祖先ゆかりの北酒出氏または同族の袋田氏の家督を継承した。